# Frédéric-Salvator de Habsbourg-Toscane
Frédéric-Salvator de Habsbourg-Toscane, né à Vienne, Autriche, le 27 novembre 1927 et mort à Amstetten, Autriche, le 26 mars 1999, est un archiduc d'Autriche, prince de Toscane et ingénieur des eaux et forêts.

## Biographie

### Famille et activités
Fils aîné et premier des treize enfants de l'archiduc Hubert-Salvator de Habsbourg-Toscane (1894-1971) et de son épouse la princesse Rosemary de Salm-Salm (1904-2001), Frédéric-Salvator de Habsbourg-Toscane naît à Vienne, le 27 novembre 1927,,.
Par sa grand-mère paternelle, l'archiduchesse Marie-Valérie, il est l'arrière petit-fils de François-Joseph Ier, empereur d'Autriche et roi de Hongrie et de son épouse, Élisabeth de Wittelsbach, connue sous le nom de « Sissi ».
Lors de la période de l'austrofascisme, son père, l'archiduc Hubert-Salvator intègre la Heimwehr et devient Gauführer. Sous le Troisième Reich, l'archiduc Hubert-Salvator subit en revanche les persécutions du régime nazi.
Frédéric-Salvator de Habsbourg est ingénieur des eaux et forêts et gère les domaines forestiers du château de Persenbeug, à Persenbeug, dans le district de Melk en Basse-Autriche et réside à partir de 1960 au château de Rorregg à Ysper,,.

### Mariage et postérité

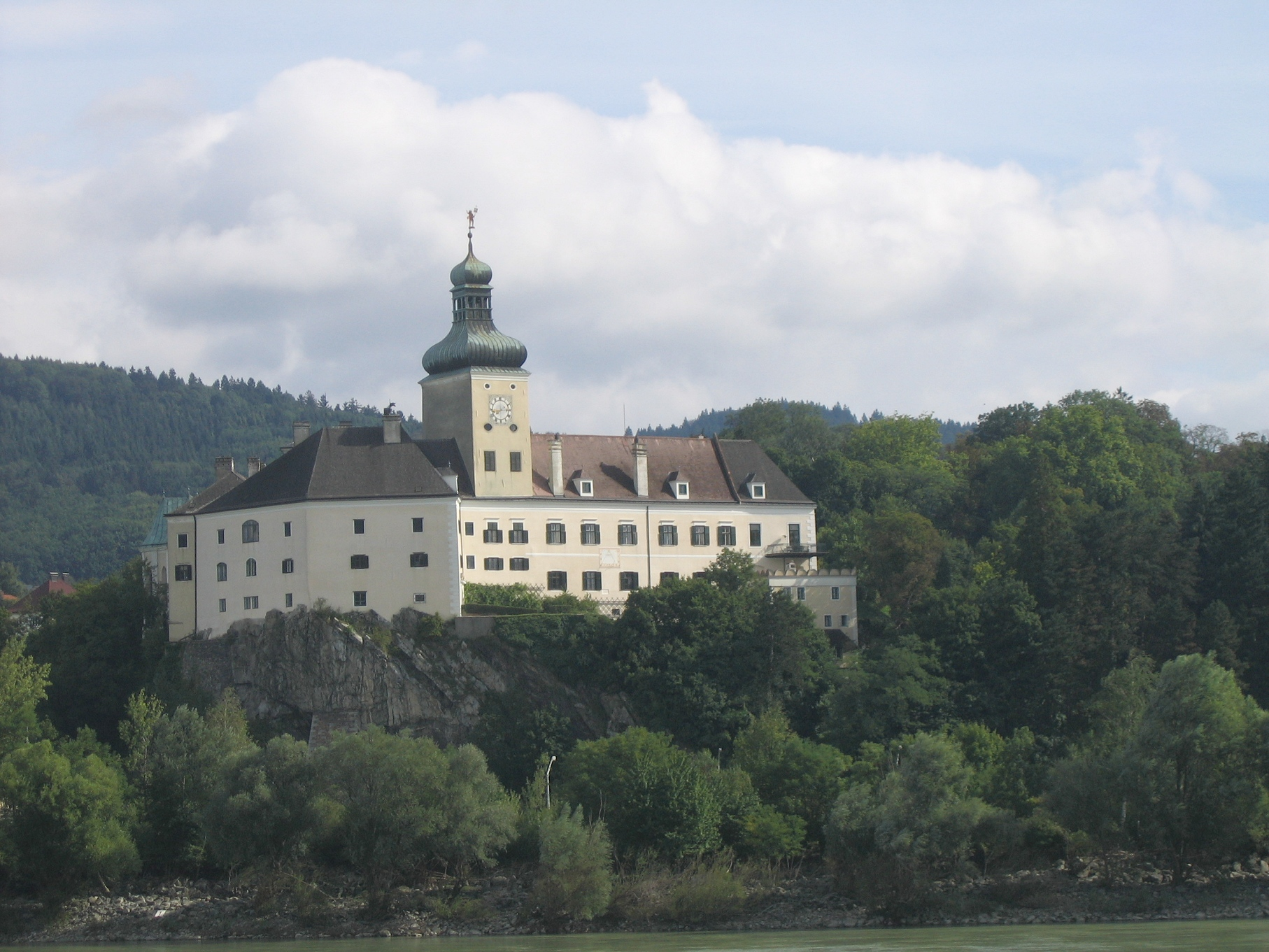
Le château de Persenbeug où s'est marié l'archiduc Frédéric-Salvator.

Frédéric-Salvator de Habsbourg-Toscane épouse civilement le 13 juin 1955 à Vienne, puis religieusement cinq jours après au château de Persenbeug la comtesse Margarete Kálnoky von Köröspatak, née le 13 mai 1926 à Csicso, alors en Hongrie et depuis 1992 en Slovaquie, et morte le 8 février 2025 à Rorregg, Waldviertel, Autriche. La comtesse, dame de l'ordre de la Croix étoilée, est la troisième fille du comte hongrois 
Sándor Kálnoky von Köröspatak (1888-1965), chef de sa maison et de la princesse Maria-Theresia de Schönbourg-Hartenstein (1896-1979),.
De leur mariage naissent quatre enfants,, : 
- Léopold-Salvator de Habsbourg-Toscane (né le 16 octobre 1956 à Vienne), ingénieur des eaux et forêts, célibataire ;
- Bernadette de Habsbourg-Toscane (née le 10 février 1958, à Vienne), assistante technique en radiologie, mariée civilement à Salzbourg le 24 juin 1983, puis religieusement le 9 juillet suivant avec Rupert Wolff (né le 16 mai 1957, à Salzbourg), dont quatre enfants : 1) Alexandra (1985), 2) Elena (1987), 3) Olga (1992) et 4) Marina (1994) ;
- Alexandre-Salvator de Habsbourg-Toscane (né le 12 avril 1959 à Vienne), licencié en sciences économiques, publiciste, épouse à Niederfladnitz le 5 juin 1993 la comtesse Marie-Gabrielle von Waldstein (née le 14 juin 1969 à Vienne), dont quatre enfants archiducs d'Autriche et princes de Toscane : 1) Annabelle (1997), 2) Tara (2000), 3) Constantin (2002) et 4) Paul Salvator (2003) ;
- Catherine de Habsbourg-Toscane (née le 1er novembre 1960, au château de Rorregg, Ysper, Autriche), infirmière thérapeute, mariée civilement à Londres, Westminster, le 9 avril 1988, puis religieusement au château de Persenbeug, le 18 juin suivant avec Niall-Andreas Brooks (né le 7 janvier 1960 à Neuchâtel, Suisse), romancier, dont deux enfants : 1) Johanna (1990) et Alfred (1995).

### Mort
Frédéric-Salvator de Habsbourg-Toscane, meurt à Amstetten, le 26 mars 1999, à l'âge de 71 ans et il est inhumé à Persenbeug,.

## Honneur
Frédéric-Salvator de Habsbourg-Toscane est :
- 1272e chevalier de l'ordre de la Toison d'or d'Autriche (1958) ;
- Grand-croix de l'ordre de Saint-Sylvestre.

## Ascendance
|  |                                           |  |  |  |  |  |  |  |  |  |  |  |  |
|  | 8. Charles Salvator de Habsbourg-Toscane  |  |  |  |  |  |  |  |  |  |  |  |  |
|  |                                           |  |  |  |  |  |  |  |  |  |  |  |  |
|  |                                           |  |  |  |  |  |  |  |  |  |  |  |  |
|  | 4. François-Salvator de Habsbourg-Toscane |  |  |  |  |  |  |  |  |  |  |  |  |
|  |                                           |  |  |  |  |  |  |  |  |  |  |  |  |
|  |                                           |  |  |  |  |  |  |  |  |  |  |  |  |
|  | 9. Marie-Immaculée de Bourbon-Siciles     |  |  |  |  |  |  |  |  |  |  |  |  |
|  |                                           |  |  |  |  |  |  |  |  |  |  |  |  |
|  |                                           |  |  |  |  |  |  |  |  |  |  |  |  |
|  | 2. Hubert-Salvator de Habsbourg-Toscane   |  |  |  |  |  |  |  |  |  |  |  |  |
|  |                                           |  |  |  |  |  |  |  |  |  |  |  |  |
|  |                                           |  |  |  |  |  |  |  |  |  |  |  |  |
|  | 10. François-Joseph Ier d'Autriche        |  |  |  |  |  |  |  |  |  |  |  |  |
|  |                                           |  |  |  |  |  |  |  |  |  |  |  |  |
|  |                                           |  |  |  |  |  |  |  |  |  |  |  |  |
|  | 5. Marie-Valérie d'Autriche               |  |  |  |  |  |  |  |  |  |  |  |  |
|  |                                           |  |  |  |  |  |  |  |  |  |  |  |  |
|  |                                           |  |  |  |  |  |  |  |  |  |  |  |  |
|  | 11. Élisabeth de Wittelsbach              |  |  |  |  |  |  |  |  |  |  |  |  |
|  |                                           |  |  |  |  |  |  |  |  |  |  |  |  |
|  |                                           |  |  |  |  |  |  |  |  |  |  |  |  |
|  | 1. Frédéric-Salvator de Habsbourg-Toscane |  |  |  |  |  |  |  |  |  |  |  |  |
|  |                                           |  |  |  |  |  |  |  |  |  |  |  |  |
|  |                                           |  |  |  |  |  |  |  |  |  |  |  |  |
|  | 12. Alfred zu Salm-Salm                   |  |  |  |  |  |  |  |  |  |  |  |  |
|  |                                           |  |  |  |  |  |  |  |  |  |  |  |  |
|  |                                           |  |  |  |  |  |  |  |  |  |  |  |  |
|  | 6. Emmanuel-Alfred zu Salm-Salm           |  |  |  |  |  |  |  |  |  |  |  |  |
|  |                                           |  |  |  |  |  |  |  |  |  |  |  |  |
|  |                                           |  |  |  |  |  |  |  |  |  |  |  |  |
|  | 13. Rosa von Lützow                       |  |  |  |  |  |  |  |  |  |  |  |  |
|  |                                           |  |  |  |  |  |  |  |  |  |  |  |  |
|  |                                           |  |  |  |  |  |  |  |  |  |  |  |  |
|  | 3. Rosemary de Salm-Salm                  |  |  |  |  |  |  |  |  |  |  |  |  |
|  |                                           |  |  |  |  |  |  |  |  |  |  |  |  |
|  |                                           |  |  |  |  |  |  |  |  |  |  |  |  |
|  | 14. Frédéric de Teschen                   |  |  |  |  |  |  |  |  |  |  |  |  |
|  |                                           |  |  |  |  |  |  |  |  |  |  |  |  |
|  |                                           |  |  |  |  |  |  |  |  |  |  |  |  |
|  | 7. Marie-Christine d'Autriche-Teschen     |  |  |  |  |  |  |  |  |  |  |  |  |
|  |                                           |  |  |  |  |  |  |  |  |  |  |  |  |
|  |                                           |  |  |  |  |  |  |  |  |  |  |  |  |
|  | 15. Isabelle de Croÿ                      |  |  |  |  |  |  |  |  |  |  |  |  |
|  |                                           |  |  |  |  |  |  |  |  |  |  |  |  |
|  |                                           |  |  |  |  |  |  |  |  |  |  |  |  |